# 齊皮夫基
50°1′21″N 23°22′44″E / 50.02250°N 23.37889°E
齊皮夫基（烏克蘭語：Ціпівки），是烏克蘭的村落，位於烏克蘭西部的利沃夫州，由亞沃里夫區負責管轄，始建於1945年，面積0.34平方公里，海拔高度246公尺，2001年人口為103人，人口密度每平方公里299.42人。